# Kerbschnittmaschine
Eine Kerbschnittmaschine (auch kurz KSM oder englisch CCC-machine genannt) ist eine halbautomatische Schneidemaschine, die auf Autobahnen und Bundesstraßen eingesetzt wird, um Sollbruchstellen an Betonschutzwänden einzubringen. Mithilfe eines kleinen Krans wird sie auf die Mauerkrone aufgesetzt und kann selbstständig von Schnittstelle zu Schnittstelle verfahren.
Sie wurde 2003 von der Firma TfB Faber GmbH entwickelt und ist seither europaweit im Einsatz. Die KSM ist mit einer schnell rotierenden Diamant-Trennscheibe ausgestattet und wird mittels eines Bedienpultes gesteuert.

## Entwicklung
Das Konzept einer Kerbschnittmaschine hatte sich bereits 2002 entwickelt, nachdem der Erfinder, Hans-Georg Faber, Arbeiter beobachtete, die Sollbruchstellen in einer Ortbetonschutzwand mittels herkömmlichen Winkelschleifern einbrachten. Bereits im darauffolgenden Jahr 2003, wurde der erste Prototyp einer KSM („Maukä“, von „Mauerkäfer“) entwickelt und gebaut.
Mit der Maukä entstand die erste automatisierte Schneidemaschine für Ortbetonschutzwände. Im Gegensatz zu den modernen Kerbschnittmaschinen wurde der Prototyp von einem 220 V Flexmotor angetrieben und lief vollkommen elektrisch (moderne Maschinen sind sowohl elektrisch als auch elektronisch). Die Schaltung der Funktionen erfolgte analog, mittels Relais und statischer Steuerkarten.

### Schematische Darstellung

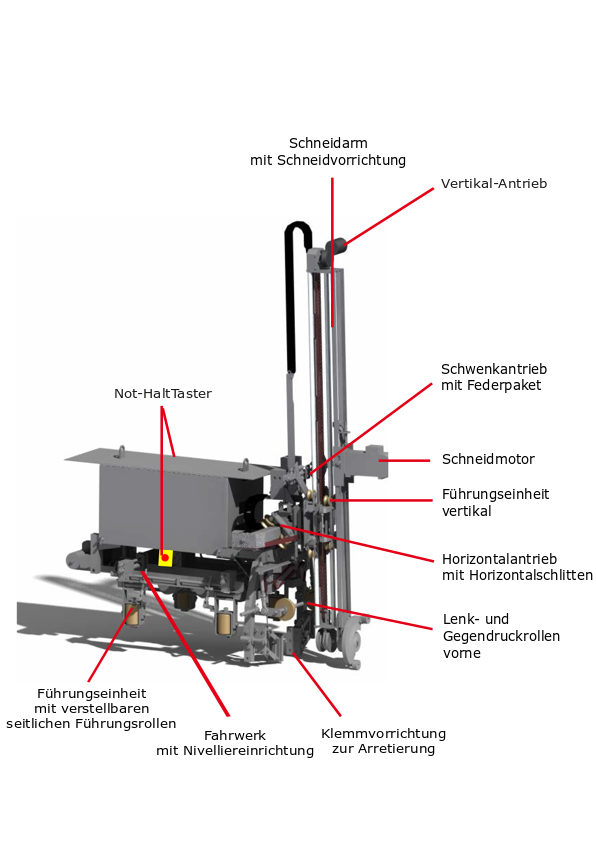
Schematische Darstellung

## Funktion

### Technologie
Die KSM verfügt über insgesamt 6 Elektromotoren, welche die verschiedenen Komponenten der Maschine antreiben. Folgende Teile der KSM sind mit einem eigenen 24 V Elektromotor ausgestattet: Fahrwerk, Vorschub, Horizontalschlitten, Klemmung und der Schwenkantrieb. Der Schneidarm selbst verfügt über einen Hochfrequenz-Motor mit einer Leistung von 400 V / 400 Hz. Dieser Motor treibt die am unteren Ende des Schneidarms angebrachte Diamant-Trennscheibe mithilfe eines Keilriemens an. Zusätzlich ist die Kerbschnittmaschine mit einer Nassschneidevorrichtung ausgestattet, die den entstehenden Feinstaub durch automatische Wasserzufuhr bindet und so das Risiko einer Gesundheitsschädigung reduziert. Die KSM ist mit einer SIMATIC S7-1200 SPS (Speicherprogrammierbare Steuerung) ausgestattet.

### Arbeitsweise
Die Maschine wird auf die Mauerkrone aufgesetzt und kann dort selbständig von Schnittstelle zu Schnittstelle verfahren. Mittels automatischer Klemmung wird die Maschine an der Schnittstelle fixiert ohne dabei den Frischbeton zu beschädigen. Der Schnitt wird von oben nach unten ausgeführt, damit die entstehende Fuge nicht wieder verschmutzt. Die gleiche Prozedur wiederholt sich auf der Rückseite der Wand.
Sensoren tasten das Wandprofil und die Schnitttiefe ab, damit stets die gleiche Schnittqualität erreicht wird. Durch die Zwangsführung und die gleichbleibende Drehzahl des Schneidrades entstehen gleichmäßige Fugen (Schnitttiefe, Schnittbreite).

## Arbeitssicherheit
Die Kerbschnittmaschine wurde nach der Maschinenrichtlinie 2006/42/EG gebaut und besitzt seit dem Jahre 2010 eine offizielle CE-Kennzeichnung und ist somit europaweit für den Einsatz freigegeben.
Die Sicherheit des Bedieners ist durch verschiedene Aspekte gewährleistet. Die KSM ist durch ein 6 m langes Steuerkabel mit dem Bedienpult verbunden. Dadurch hat der Maschinist ausreichend Distanz zu dem entstehenden Feinstaub und eventuellen Bruchstücken, die vom Beton abplatzen können. Durch die automatische Wasserzufuhr der Nassschneidevorrichtung wird der Staub gebunden und stellt somit einen weiteren Arbeitsschutz dar.

## Verbreitung
Seit 2004 wurden mehr als 2.000 km (ca. 360.000 Fugen) Betonschutzwand in Europa mit der Kerbschnittmaschine geschnitten. Sie wird in Ländern wie Belgien, Deutschland, England, Frankreich, Niederlande, Russland und Slowakei eingesetzt.